# Thi Bỉnh
Thi Bỉnh (chữ Hán giản thể: 施秉县, bính âm: Shībǐng Xiàn, âm Hán Việt: Thi Bỉnh huyện) là một huyện thuộc Châu tự trị dân tộc Miêu và dân tộc Đồng Kiềm Đông Nam, tỉnh Quý Châu, Cộng hòa Nhân dân Trung Hoa. Huyện này có diện tích 1544 km², dân số 150.000 người. Mã số bưu chính của huyện Hoàng Bình là 556200. Chính quyền huyện Thi Bỉnh đóng ở trấn Thành Quan. Về mặt hành chính, huyện này được chia thành 5 trấn và 3 hương.
- Trấn: Thành Quan, Ngưu Đại Trường, Dương Liễu Đường, Song Tỉnh, Mã Hiệu.
- Hương: Cam Khê, Bạch Đóa, Mã Khê.